# Anitters

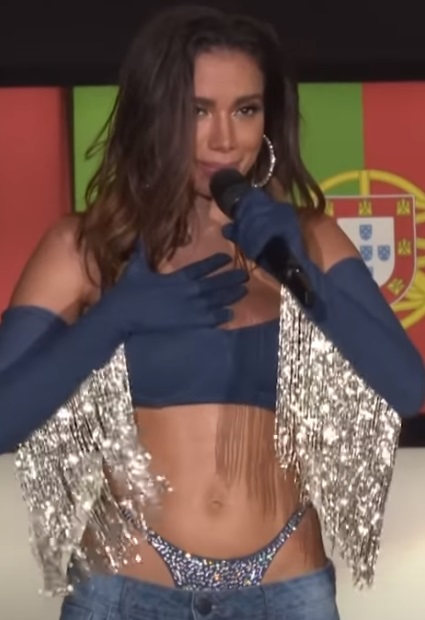
Anitta conversando com seu fandom durante o Rock in Rio 2022.

Anitters é o nome de fandom da cantora e compositora brasileira Anitta. Desempenham um papel crucial em sua trajetória de sucesso da cantora e são muitas vezes mencionados como o maior fandom do Brasil e uma das maiores da América Latina.

## Atividades e impacto
Os Anitters são especialmente ativos durante os lançamentos de singles e premiações, organizando mutirões virtuais para impulsionar o sucesso de Anitta nas plataformas digitais. Essa organização também se estende a campanhas de votação em premiações, como MTV Europe Music Awards, MTV Video Music Awards e Prêmio Multishow, onde os fãs frequentemente mobilizam grandes quantidades de votos para garantir vitórias da artista.

## StoryTold
Para continuarem a demonstrar sua força nas redes sociais, o fã-clube formulou sua própria rede social, chamada StoryTold, criada exclusivamente para os Anitters, mas com critérios rigorosos para a participação. O objetivo da plataforma é permitir que os fãs compartilhem sentimentos e organizem ações em apoio à cantora sem a interferência de "haters" — pessoas que espalham mensagens de ódio na internet. A nova rede social oferece espaço para a publicação de textos e fotos, proporcionando um ambiente seguro para o fã-clube.

### Processo seletivo para o StoryTold
Para evitar que haters utilizem o aplicativo, as pessoas interessadas em criar um perfil no StoryTold devem preencher um formulário e passar por uma espécie de entrevista, realizada por fãs voluntários. O objetivo desse processo é garantir que o candidato seja um verdadeiro admirador de Anitta. "As entrevistas são feitas por fãs que se voluntariaram (...) Algumas perguntas são: Há quanto tempo você é fã? Você já interagiu com ela? O histórico das redes também é analisado", conta Vinícius Paulino de Souza, gerente de projetos da Assistência Virtual Empresarial de Soluções em Software (Avess), empresa desenvolvedora da rede social.

### Investimento e desenvolvimento do StoryTold
A equipe da Avess afirmou ao g1 que investiu mais de R$ 400 mil reais para desenvolver a primeira versão do aplicativo. Esse valor foi retirado do caixa da própria empresa, sem a contribuição de investidores.

## Influência política
No dia 5 de maio de 2020, Anitta mobilizou os Anitters em suas redes sociais para se posicionarem contra uma emenda da Medida Provisória 948/20, proposta pelo deputado federal Felipe Carreras (PSB/PE). A MP tratava dos prejuízos nos setores de cultura e turismo devido à pandemia de Covid-19, e a emenda de Carreras sugeria impedir a cobrança de direitos autorais por qualquer pessoa física ou jurídica que não fosse o intérprete em eventos públicos ou privados.
Após forte pressão da classe artística e dos Anitters, além de discussões diretas com Anitta, o deputado recuou. Em 6 de maio de 2020, Carreras publicou uma "Carta aberta à classe artística", na qual anunciava a retirada da emenda, reconhecendo que a proposta havia gerado mal-entendidos.
Em 6 de agosto de 2020 Anitta voltou a mobilizar os Anitters para se posicionarem contra um projeto de regulamentação de direitos autorais que, segundo ela, traria prejuízos para a classe artística. A cantora utilizou suas redes sociais para compartilhar um vídeo do deputado Isnaldo Bulhões Jr. (MDB-AL), que anunciava a votação do Projeto de Lei 3968 de 1997. O projeto, de autoria de Serafim Venzon (PDT), propõe isentar órgãos públicos e entidades filantrópicas do pagamento de direitos autorais pelo uso de obras musicais em eventos. Atendendo ao apelo de Anitta, os Anitters se engajaram, utilizando suas redes sociais para pressionar o Congresso contra a aprovação do projeto. 
Anitta se destacou por sua influência política em 2022, tornando-se uma das figuras mais influentes na política do Brasil. Ela se posicionou contra o ex-presidente de extrema-direita Jair Bolsonaro e apoiou abertamente o candidato Lula. Anitta incentivou os Anitters de 16 a 18 anos a regularizarem seus títulos de eleitor, contribuindo para o registro de mais de 2 milhões de adolescentes. A cantora incentivou os fãs a divulgarem a regularização do título eleitoral o que resultou no Tribunal Superior Eleitoral a atingir recordes históricos de regularização eleitoral, com mais de 8,5 milhões de pedidos de assistência em relação à situação eleitoral.
Em 26 de setembro de 2022, fãs da Anitta também demonstraram sua influência fora do campo da música ao impulsionarem um evento de apoio ao então candidato à presidência Luiz Inácio Lula da Silva (PT). O evento, chamado Super Live Brasil da Esperança, foi realizado no Auditório Celso Furtado, no Anhembi, em São Paulo, reunindo centenas de famosos, influenciadores, artistas, políticos e intelectuais. Mesmo sem a presença física de Anitta, representantes de fã-clubes da cantora marcaram presença e contribuíram significativamente para a repercussão do evento nas redes sociais.
Durante a transmissão simultânea do evento no YouTube e nas redes, seis frases relacionadas ao evento apareceram nos Trending Topics do Twitter, incluindo a hashtag #BrasilDaEsperança, que chegaram aos primeiros lugares entre os assuntos mais comentados da plataforma. Esse engajamento dos Anitters reflete o poder mobilizador da base de fãs de Anitta, que se mostrou ativa mesmo em causas políticas.
Os Anitters se mobilizaram nas redes sociais em 11 de junho de 2024, em oposição a um projeto de lei que busca equiparar o aborto, após a 22ª semana de gestação, ao crime de homicídio. A proposta, apresentada pelo deputado federal Sóstenes Cavalcante (PL-RJ), também visa restringir o direito ao aborto mesmo em casos de estupro. O PL estava previsto para votação na Câmara dos Deputados naquele mesmo dia. A iniciativa de envolver os fãs-clubes partiu da deputada federal Erika Hilton (PSOL-SP), que buscou apoio para amplificar a oposição ao projeto. Os perfis dos Anitters, juntamente com outros fãs-clubes, compartilharam de um link, que promovia a coleta de assinaturas contra a aprovação do PL.
Em 16 de junho de 2024 a cantora Anitta criticou o presidente da Câmara, Arthur Lira, em relação à PEC da Anistia. Em uma publicação no Instagram, ela comentou: "Amanhã vai ser debatido um novo absurdo na Câmara. Essa PEC quer perdoar a multa dos partidos que não seguem a regra de ter a porcentagem certa de mulheres, negros e indígenas nas candidaturas. Além disso, eles querem diminuir essa porcentagem mínima. Essas são as pessoas que a gente precisa nas decisões do nosso país". Os Anitters rapidamente se mobilizaram nas redes sociais após Anitta criticar a PEC. Atendendo ao chamado da artista, os fãs se uniram em uma campanha contra a PEC, usando suas redes sociais para amplificar a mensagem. Anitta reforçou a importância da participação dos fãs: "As redes sociais são nossa voz, e a voz do povo é o que realmente muda a política. Quando a gente se une e usa nossas redes, fazemos a diferença".

## Defesa da artista e influência nas redes sociais

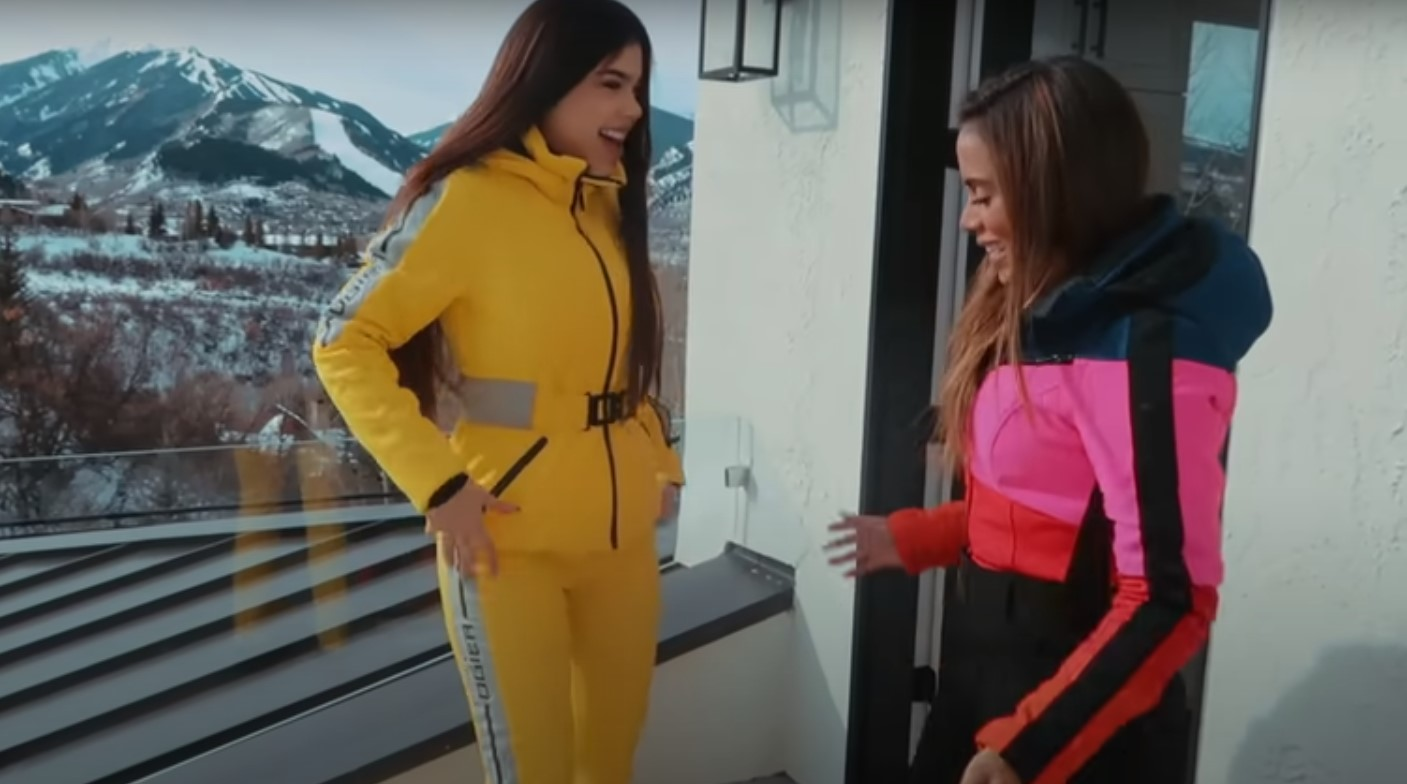
Anitta e uma das suas fãs mais famosas, Kenia Os.

Além de promover a carreira de Anitta, os Anitters são conhecidos por sua postura protetora e por reagirem vigorosamente a críticas direcionadas à cantora. Admiradores fiéis, eles rapidamente se mobilizam para responder a qualquer comentário negativo ou desmerecedor em relação ao trabalho da artista. Um exemplo desse comportamento aconteceu com o influenciador João Pedro, conhecido como o “Gringo Carioca”, que se tornou alvo dos Anitters após afirmar que Anitta seria a "responsável pela sexualização das mulheres brasileiras nos EUA". O criador de conteúdo digital teve sua conta no TikTok, com mais de 1,4 milhão de seguidores, banida após os fãs da cantora denunciarem massivamente seu perfil, alegando que ele estaria violando as diretrizes da plataforma.
Em um vídeo em que aparece chorando e visivelmente desesperado, João Pedro culpou os Anitters por ter perdido o que chamou de “um trabalho duro de mais de um ano”. Segundo ele, as denúncias feitas pelos fãs de Anitta resultaram no banimento de sua conta na rede social, impactando diretamente sua trajetória como influenciador.
Os Anitters já entraram em guerra pública com diversos artistas, como Ludmilla, Sam Smith, Tinashe, Iggy Azalea. Comportamento condenado pela cantora, que já se pronunciou diversas vezes sobre como discorda desses tipos de ataques a outros artistas.

## Warner music
A tensão entre Anitta e sua antiga gravadora, Warner Music, tinha se tornado um dos assuntos mais populares nas redes sociais após um comentário da cantora no Twitter, brincando que até venderia seus órgãos se pudesse sair do contrato. Os anitters em apoio a cantora levantaram a hashtag "Free Anitta" protestando a partir das insatisfações demonstradas pela artista. A partir daí, os fãs se organizaram e realizaram mutirões diários no Twitter, Instagram e LinkedIn para a quebra do contrato da cantora com a gravadora.
Em 17 de março de 2023, em que também é celebrado o Dia do Fã, anitters se reuniram em protesto em frente à sede da Warner Music Brasil na Barra da Tijuca, zona oeste do Rio de Janeiro. O movimento foi organizado pelas redes sociais e elevou a tag "Warner Is Over Party" ao topo dos Trending Topics globais do Twitter. De acordo com Monique Souza, uma das presentes, a manifestação foi pacífica e a gravadora liberou os funcionários mais cedo. "Muitos já estavam indo embora, porque a Warner viu tudo pelo Twitter. Quando perceberam a repercussão, a gravadora fechou cedo", detalha.

## CPI dos sertanejos
Em fevereiro de 2021, um vídeo de Anitta fazendo uma tatuagem íntima, que supostamente dizia "amor" ou "eu te amo", foi vazado online, causando grande repercussão entre o público e seus fãs. Em maio de 2022, a tatuagem foi alvo de críticas feitas por Zé Neto, da dupla sertaneja Zé Neto & Cristiano, durante um show. Ele insinuou que não precisava de recursos da Lei Rouanet, nem de uma tatuagem em seu "toba" (gíria para ânus) para mostrar sucesso, em uma clara referência a Anitta. Esse comentário gerou indignação entre os Anitters, que rapidamente reagiram nas redes sociais.
A mobilização dos Anitters foi além de defender a cantora. Eles começaram a expor contratos milionários que artistas sertanejos, incluindo Zé Neto e outros, tinham com prefeituras de cidades pequenas, provocando a abertura da chamada "CPI dos Sertanejos". A investigação focava no uso de verbas públicas para shows sertanejos, revelando cifras exorbitantes e contratos suspeitos, com um dos principais alvos sendo Gusttavo Lima, apoiador de Jair Bolsonaro.
A crise no mundo sertanejo se intensificou com a abertura de inquéritos pelo Ministério Público. Gusttavo diante das críticas, fez uma transmissão ao vivo para se explicar, chorando e lamentando as investigações. Durante a transmissão, Zé Neto deixou comentários de apoio, dizendo: "Quem precisa se explicar sou eu, irmão. Estou passando por uma fase difícil, sou seu irmão. Não precisa se explicar, é só passar para mim. Não tem nada a ver com você".
A pressão dos fãs de Anitta ajudou a dar visibilidade ao caso, desencadeando uma série de investigações e cancelamentos de shows financiados por recursos públicos. Zé Neto, após a repercussão negativa e a exposição dos contratos, pediu desculpas a Anitta e aos Anitters, admitindo ter se arrependido do comentário.
A polêmica ganhou ainda mais atenção internacional quando a revista americana Billboard publicou um artigo sobre o caso em junho de 2022, destacando o impacto dos Anitters na condução dessa questão.

## Prêmios e indicações
| Ano  | Premiação                    | Categoria               | Resultado | Ref.   |
| ---- | ---------------------------- | ----------------------- | --------- | ------ |
| 2021 | Flame Roem World Awards      | Fandom Nacional do Ano  | Indicado  |        |
| 2020 | Latin Music Italian Awards   | Best Latin Fandom       | Venceu    | [ 52 ] |
| 2018 | MTV Millennial Awards Brasil | Fandom do Ano           | Indicado  | [ 53 ] |
| 2019 | MTV Millennial Awards Brasil | Fandom do Ano           | Indicado  | [ 54 ] |
| 2020 | MTV Millennial Awards Brasil | Fandom do Ano           | Indicado  | [ 55 ] |
| 2021 | MTV Millennial Awards Brasil | Fandom do Ano           | Indicado  | [ 56 ] |
| 2024 | Prêmios MTV MIAW             | Fandom del Año          | Indicado  | [ 57 ] |
| 2018 | Meus Prêmios Nick            | Fandom do Ano           | Indicado  | [ 58 ] |
| 2019 | Meus Prêmios Nick            | Fandom do Ano           | Indicado  | [ 59 ] |
| 2017 | Prêmio Gshow                 | Fandom do Ano           | Indicado  | [ 60 ] |
| 2018 | Prêmio Gshow                 | Fandom do Ano           | Indicado  | [ 61 ] |
| 2022 | Prêmio iBest                 | Fandom Brasil           | Venceu    | [ 62 ] |
| 2022 | Prêmio iBest                 | Fandom de Música        | Venceu    | [ 62 ] |
| 2023 | Prêmio iBest                 | Fandom de Música        | Top 3     | [ 63 ] |
| 2018 | Prêmio Jovem Brasileiro      | Melhor Fandom do Brasil | Venceu    | [ 64 ] |
| 2020 | Prêmio Jovem Brasileiro      | Melhor Fandom           | Indicado  | [ 65 ] |
| 2021 | Prêmio TodaTeen              | Fandom do Ano           | Indicado  | [ 66 ] |
| 2020 | Prêmio POP Mais              | Fandom do Ano           | Venceu    | [ 67 ] |
| 2021 | Prêmio POP Mais              | Melhor Fandom           | Indicado  | [ 68 ] |
| 2023 | MTV Europe Music Awards      | Maiores Fans            | Cancelado | [ 69 ] |
| 2024 | MTV Europe Music Awards      | Maiores Fans            | Pendente  | [ 70 ] |
| 2021 | SEC Awards                   | Fandom do Ano           | Indicado  | [ 71 ] |
| 2022 | SEC Awards                   | Fandom do Ano           | Indicado  | [ 71 ] |
| 2019 | Urban Music Awards           | Mejor Club de Fans      | Pendente  |        |

## Relação com Anitta
Anitta mantém uma relação próxima com os Anitters, frequentemente reconhecendo a importância dos fãs para sua carreira e os defendendo. A artista costuma interagir com eles nas redes sociais e já os mencionou em entrevistas e premiações, destacando o apoio e a força de sua base de fãs como parte essencial de sua trajetória. Mas já entrou em conflito com os fãs algumas vezes, principalmente em relação ao tratamento de outros artistas. Os Anitters já entraram em greve em diversos momentos, movimentos feitos para chamar a atenção da cantora para determinado assunto que a artista tende a ignorar.